# Alexander Miroschnitschenko
Alexander Wiktorowitsch Miroschnitschenko (russisch Александр Викторович Мирошниченко; * 26. April 1964 in Qostanai, Kasachische SSR; † 19. Mai 2003 in Almaty) war ein sowjetischer Schwergewichtsboxer kasachischer Herkunft.

## Amateur
Miroschnitschenko gewann als Amateur 210 von 233 Kämpfen.

### National
1983 nahm Miroschnitschenko erstmals an den sowjetischen Meisterschaften teil, schied jedoch bereits im Achtelfinale aus. 1984 wurde er Dritter und 1985 und 1987 Zweiter. 1986 wurde er erstmals sowjetischer Meister im Superschwergewicht, ein Titel, den er 1988 und 1989 wiederholen konnte.

### International
1983 wurde er bei der Europameisterschaft in Warna Dritter in der Superschwergewichtskategorie, er gewann dort im Viertelfinale gegen Olaf Mayer, bevor er im Halbfinale gegen Ulli Kaden verlor. Beim Weltcup 1983 in Rom belegte er ebenfalls den dritten Rang. Die Goodwill Games 1986 in Moskau beendete er nach einer Finalniederlage gegen Wjatscheslaw Jakowljew auf dem zweiten Platz.
1988 nahm er für die Sowjetunion an den Olympischen Spielen in Seoul teil. Er drang nach Siegen über Ali Al-Baluchi, Kuwait (5:0), und Yoo Hyun Kim, Südkorea (5:0), in das Halbfinale vor, unterlag dort allerdings dem US-Amerikaner Riddick Bowe trotz zweier Niederschläge nach Punkten  und gewann somit eine Bronzemedaille.
Im Jahr 1989 belegte er bei der Europameisterschaft in Athen einen weiteren dritten Rang, wobei er im Viertelfinale gegen Janusz Zarenkiewicz gewann und im Halbfinale gegen Ulli Kaden verlor. Bei der im selben Jahr stattfindenden Weltmeisterschaft in Moskau erreichte er nach Siegen über Andreas Schnieders und Ladislav Husarik, Tschechien, das Finale, in welchem er jedoch gegen den Kubaner Roberto Balado verlor.

## Profi
1990 wechselte Miroschnitschenko in das Profilager, hatte dort aber nur vergleichsweise wenig Erfolg. Zwar gewann er seine ersten 21 Kämpfe, kämpfte meist aber gegen unerfahrene Gegner. So bestritten neun seiner Gegner gegen ihn ihren ersten Profikampf. Im Oktober 1990 besiegte er Ross Puritty. Am 17. April 1993 kämpfte er gegen Oleg Maskajew in dessen Profidebüt und verlor durch technischen KO in der dritten Runde. Anschließend beendete er seine Karriere.
Alexander Miroschnitschenko verstarb am 19. Mai 2003 nach einem Sturz von einer Treppe in der damaligen kasachischen Hauptstadt Almaty.